# Berdorf
Berdorf (Luxemburgs: Bäerdref) is een gemeente in het Luxemburgse kanton Echternach.
De gemeente omvat een vijftal dorpen, heeft een totale oppervlakte van 21,93 km² en telde 1.934 inwoners op 10 december 2020.

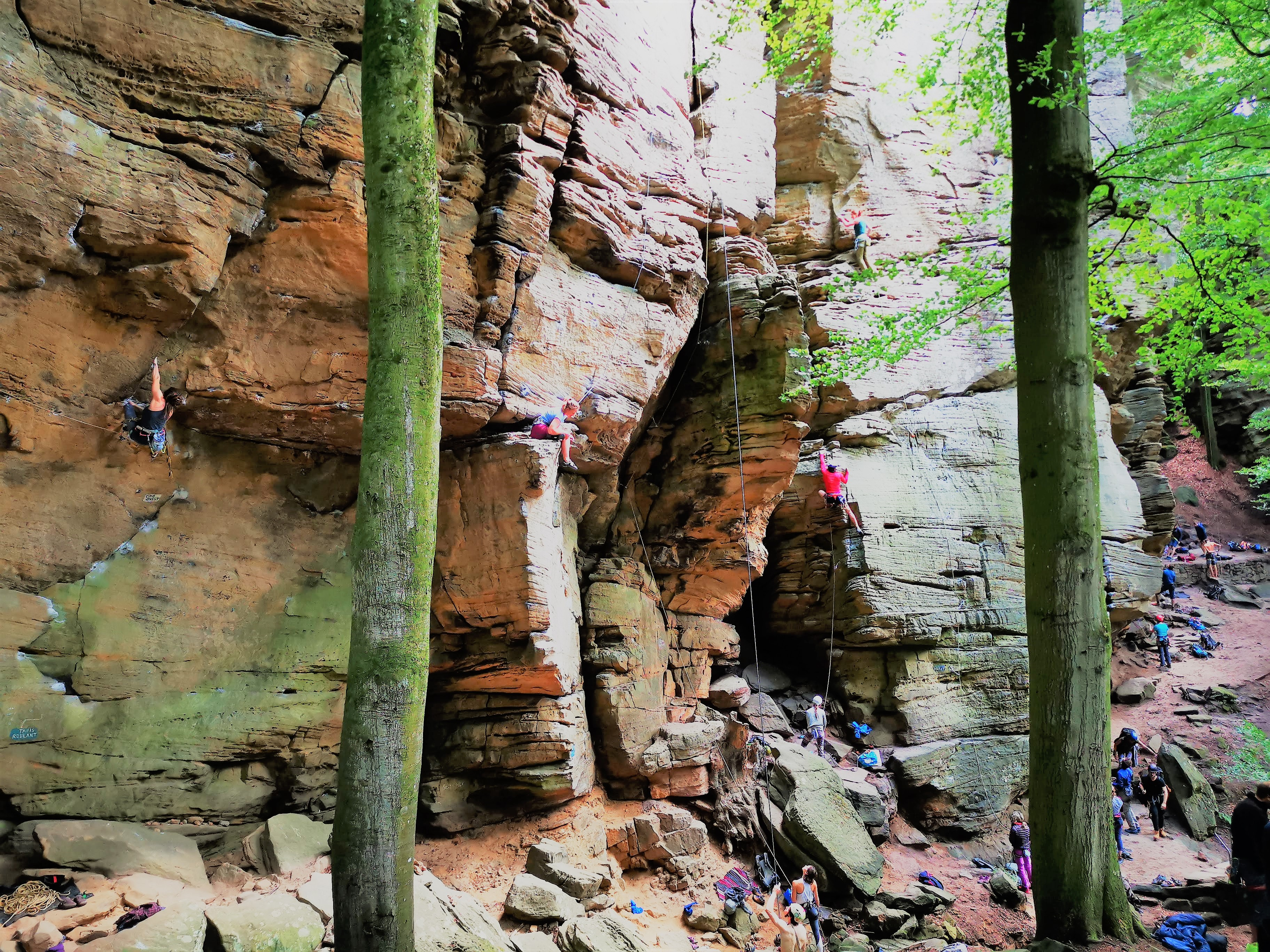
Sportklimmers in Rochers du Wanterbach te Berdorf, Luxemburg

De gemeente Berdorf is een van de tien gemeenten die tezamen de regio Mullerthal vormen. Berdorf, de hoofdplaats van de gemeente, ligt op een plateau op een hoogte van ongeveer 366 m. In en rond het dorp ontspringen er verscheidene beken die uiteindelijk in de Sûre uitmonden, waaronder de Aesbach, de Roitzbach, de Halsbach en de Wanterbach.
Berdorf wordt, als onderdeel van het Mullerthal, gekenmerkt door vele rotsformaties. Ten noorden van het dorp Berdorf bevinden zich de zandstenen kliffen van de Wanterbach waar aan sportklimmen wordt gedaan. Ten zuidoosten van de plaats Berdorf zijn door mensen uitgegraven grotten van Hohllay ('holle rots') te vinden. Hier werden in de Romeinse tijd al stenen gewonnen en in de Middeleeuwen ook molenstenen geproduceerd. Tegenwoordig doen de groeve en de ontstane grotten dienst als amfitheater.

## Ontwikkeling van het inwoneraantal
| Jaar                              | 2001  | 2002  | 2003  | 2004  | 2005  | 2007  | 2011  | 2014  |
| --------------------------------- | ----- | ----- | ----- | ----- | ----- | ----- | ----- | ----- |
| Inwoneraantal                     | 1.304 | 1.345 | 1.355 | 1.426 | 1.432 | 1.500 | 1.695 | 1.853 |
| Opmerking: tellingen op 1 januari |       |       |       |       |       |       |       |       |

## Plaatsen in de gemeente
- Berdorf
- Bollendorf-Pont
- Grundhof
- Heisbich
- Kalkesbach
- Weilerbach

## Geboren
- Alphonse Nickels (1881-1944), diplomaat

## Zie ook

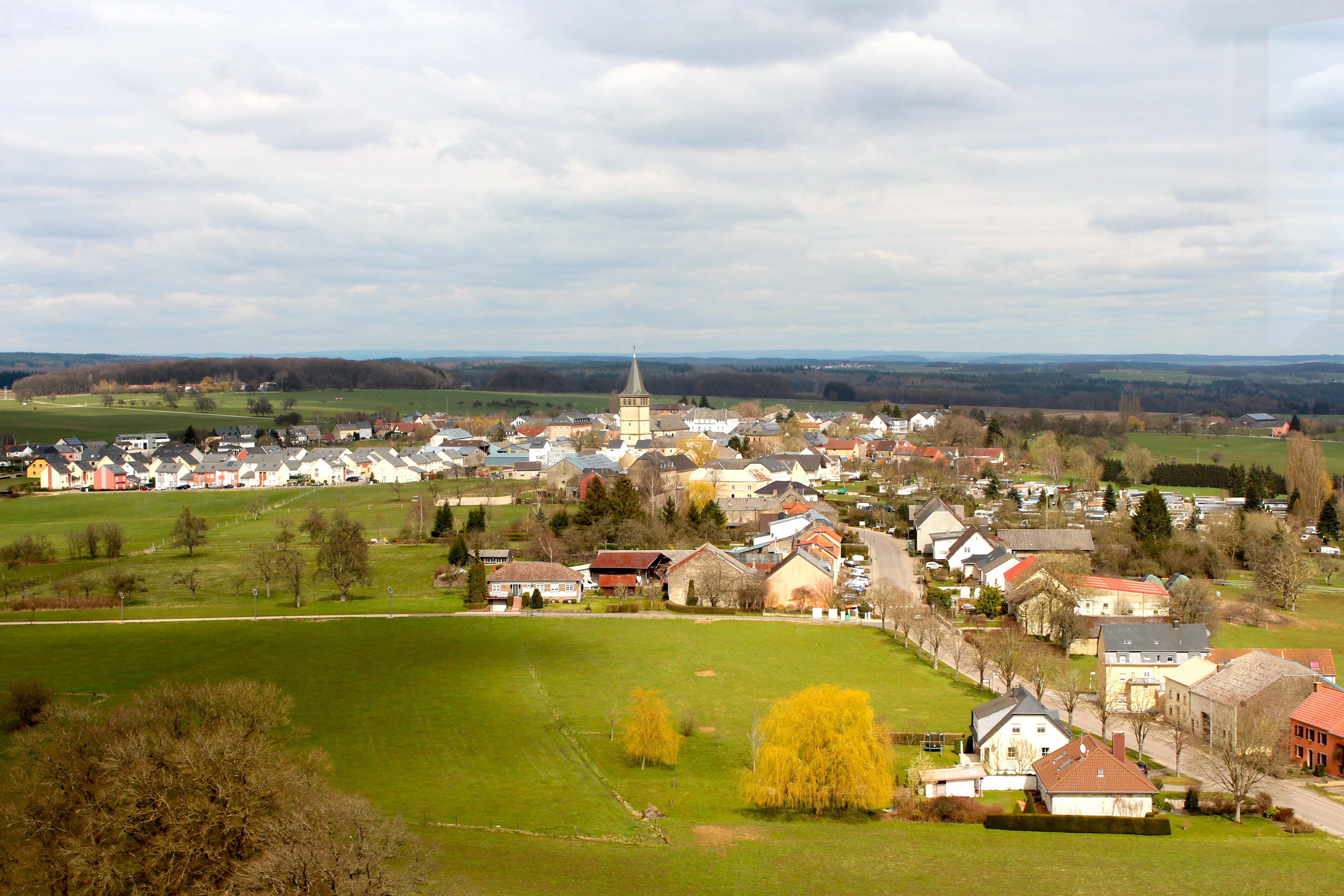
Panorama vanaf het Aquatower
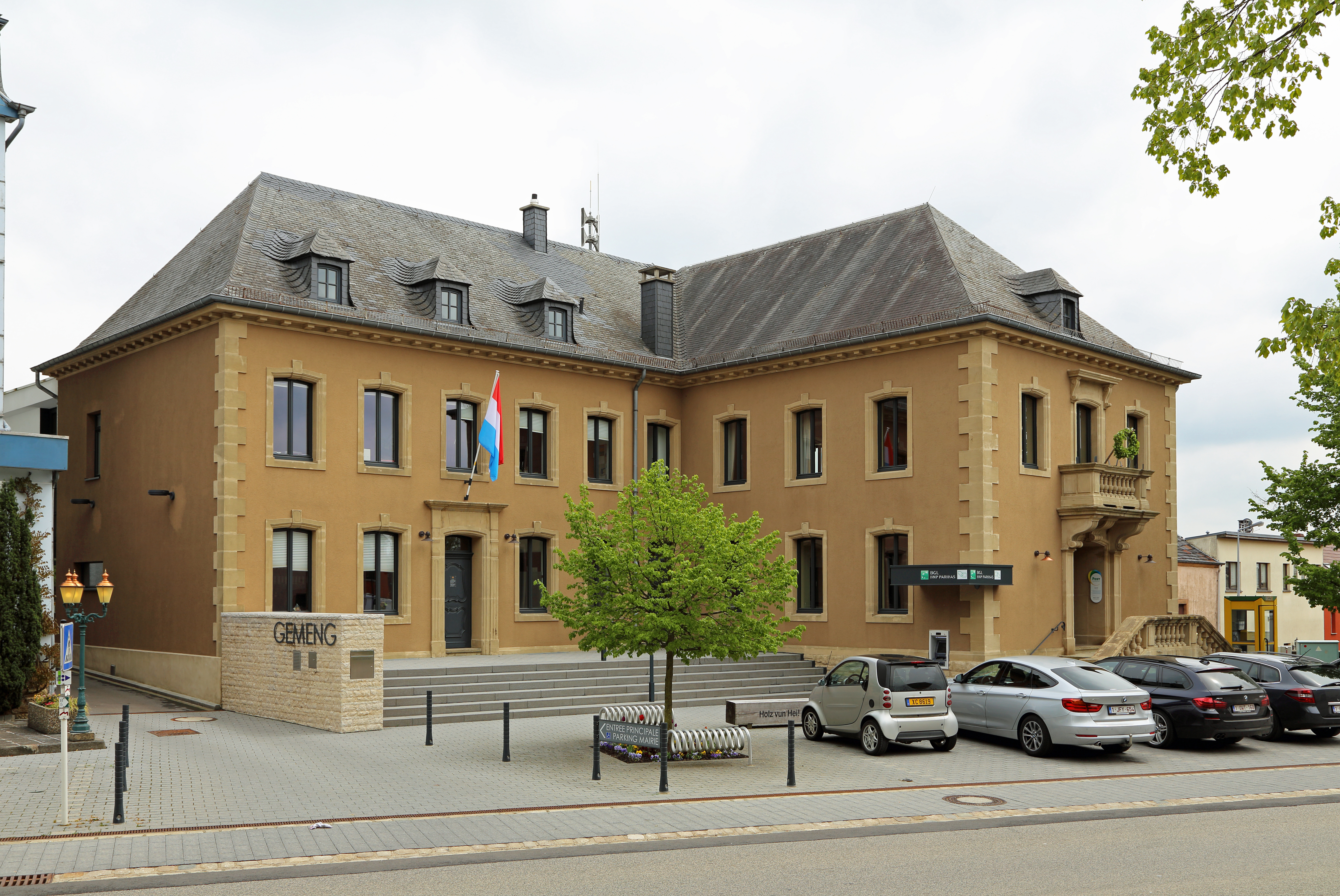
Het gemeentehuis van Berdorf
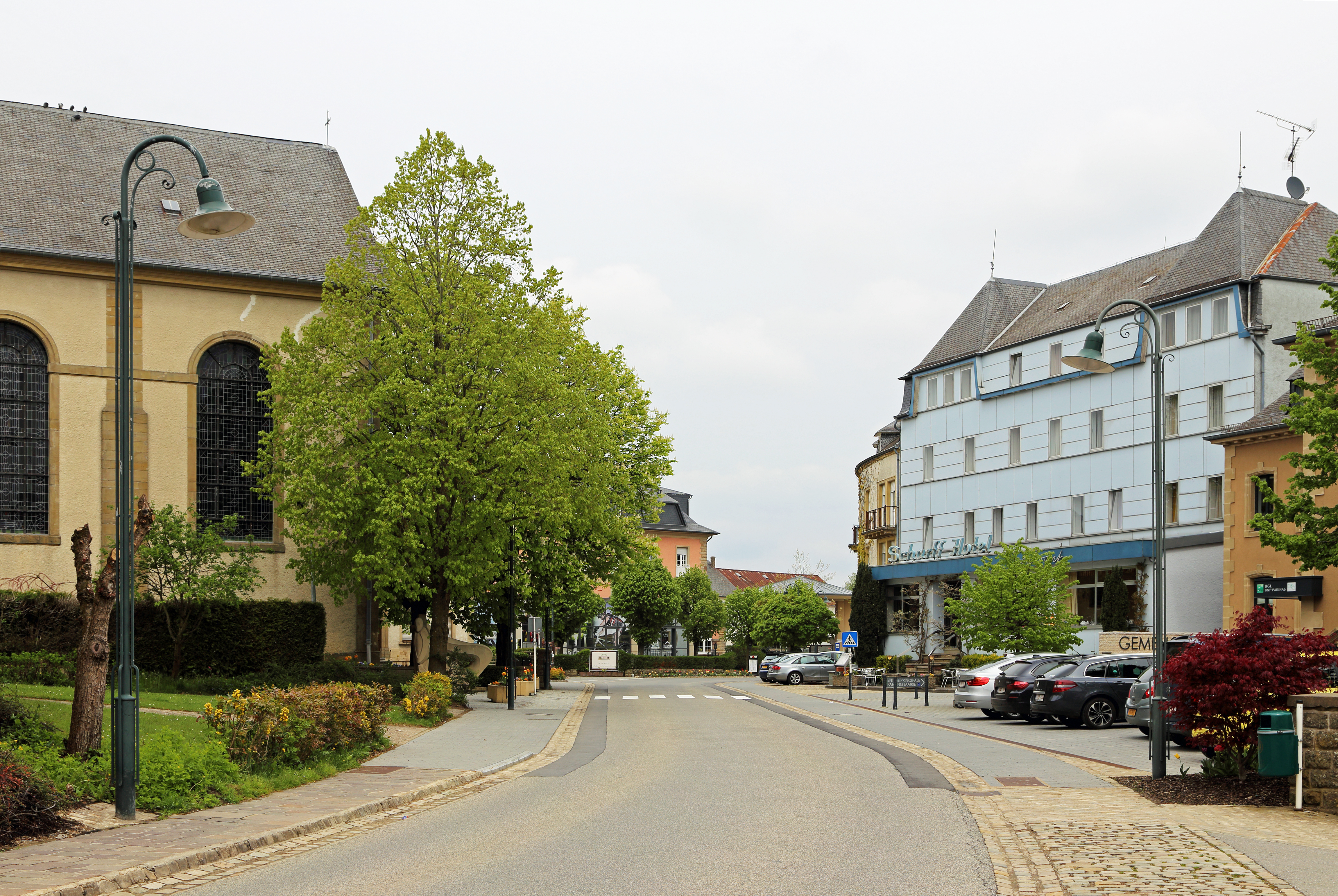
Dorpscentrum
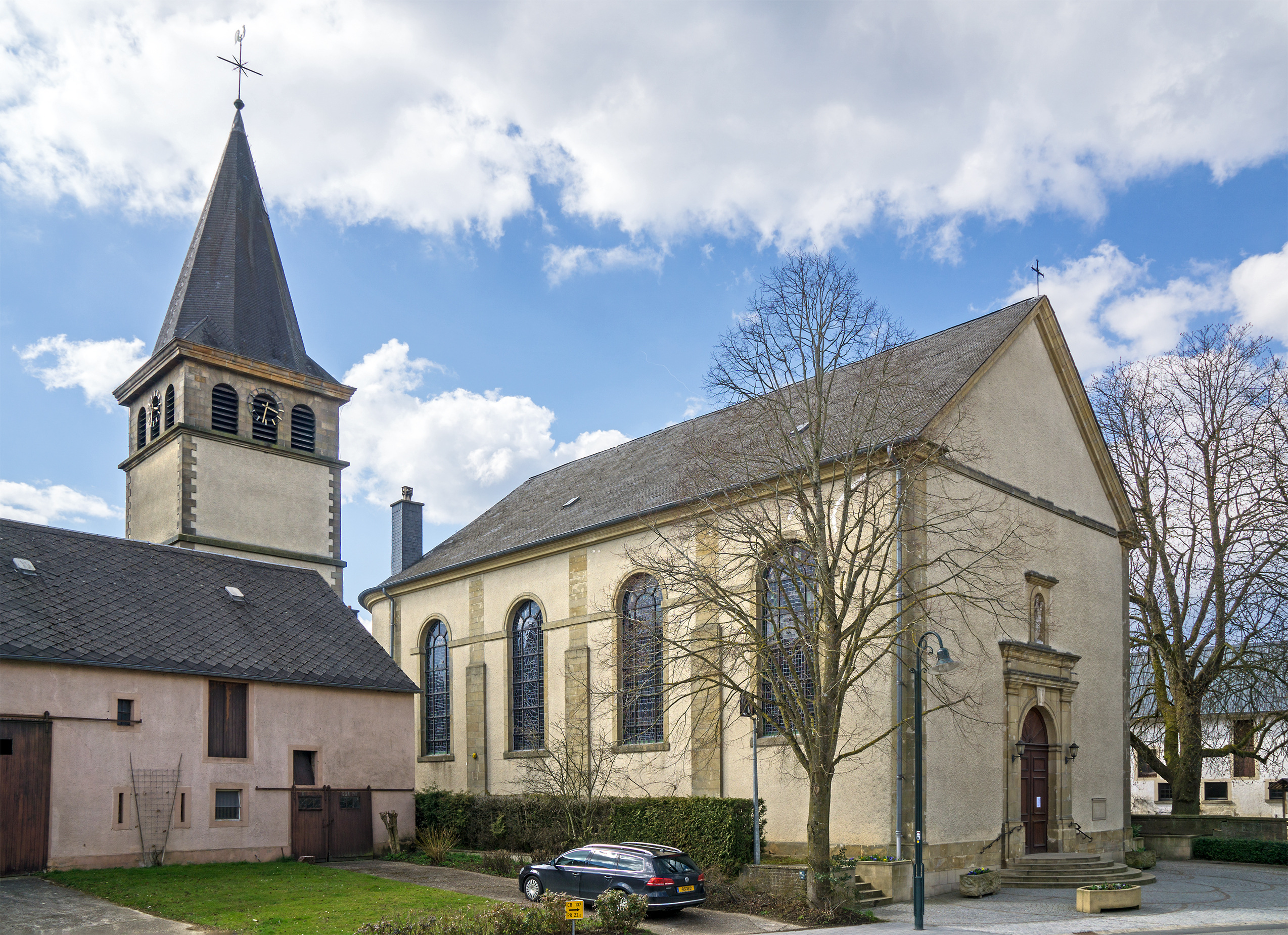
De Sint-Janskerk
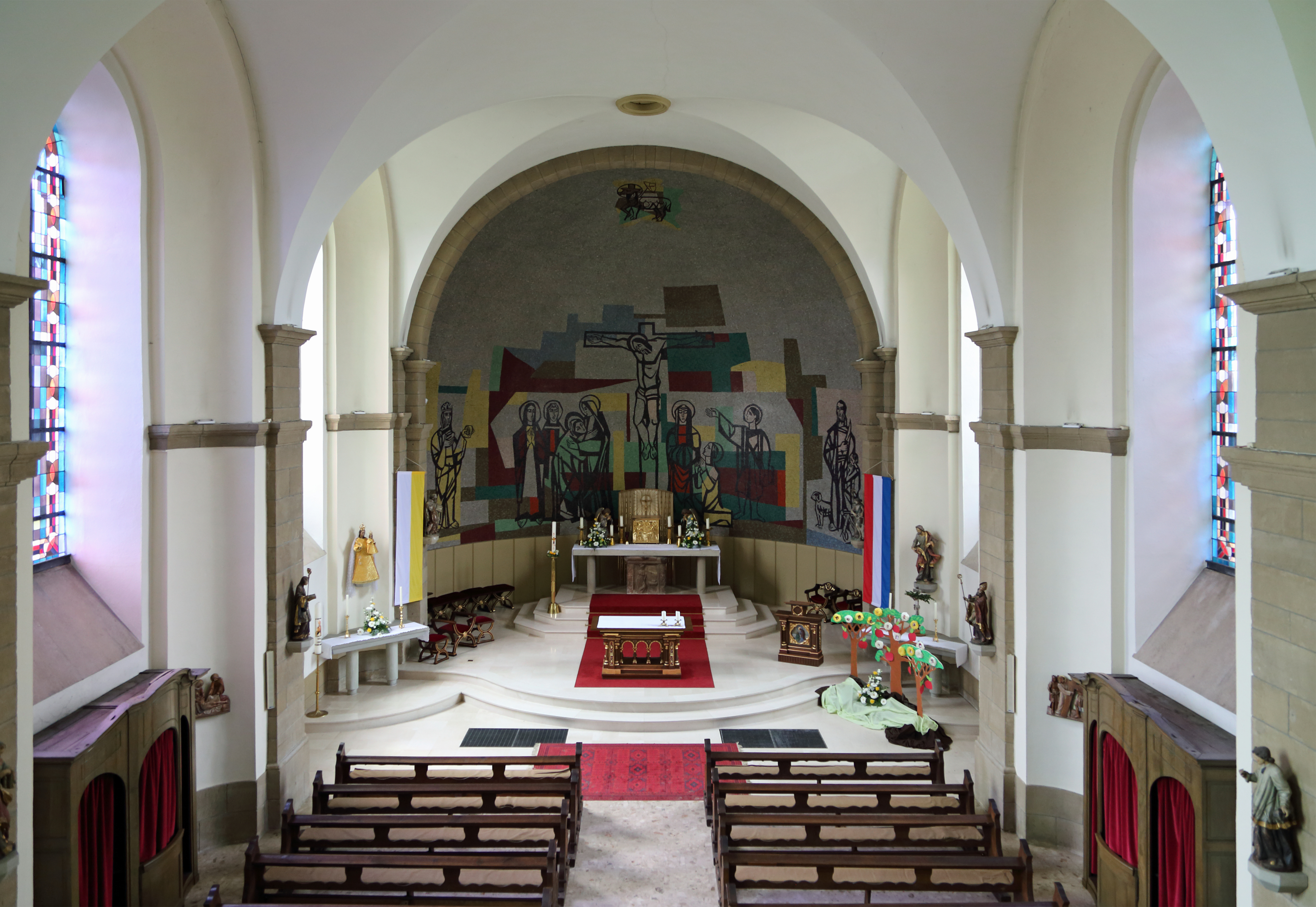
Interieur van de Sint-Janskerk
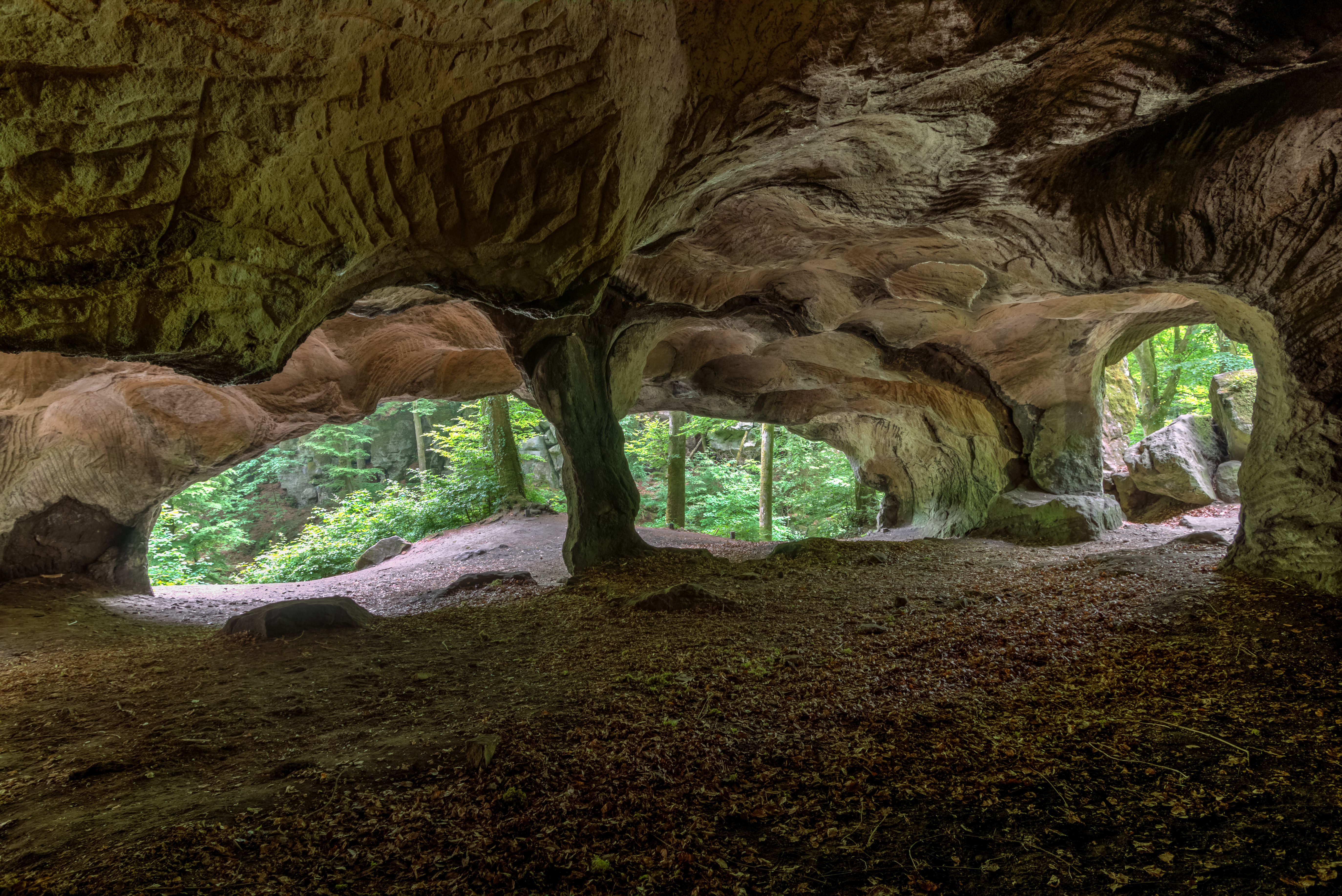
Hohllay

## Weblinks
- Website van de gemeente